# Scaphochlamys gracilipes
Scaphochlamys gracilipes là một loài thực vật có hoa trong họ Gừng. Loài này được Karl Moritz Schumann mô tả khoa học đầu tiên năm 1899 dưới danh pháp Haplochorema gracilipes. Năm 2006, Shoko Sakai và Hidetoshi Nagamasu chuyển nó sang chi Scaphochlamys.

## Mẫu định danh
Mẫu định danh: Beccari O. 2839; do Odoardo Beccari (1843-1920) thu thập tại núi Wah (Gunung/Gunong Wah) tỉnh Kuching, bang Sarawak tháng 11 năm 1866. Holotype lưu giữ tại phòng mẫu cây Bảo tàng Lịch sử Tự nhiên Italia (Museo di Storia Naturale dell'Università) ở Firenze (FI), các isotype lưu giữ tại Vườn Thực vật Hoàng gia tại Edinburgh (E), Vườn Thực vật Hoàng gia tại Kew (K) và Bảo tàng Lịch sử Tự nhiên Pháp (Muséum National d'Histoire Naturelle) ở Paris, Pháp (P). Theo bản đồ của Beccari năm 1902 thì vị trí của Gunung Wa (không có chữ h) khoảng 1°9′0″B 110°13′0″Đ / 1,15°B 110,21667°Đ ở tây nam Sarawak. Một mẫu khác là Burtt B.L. 8281 thu thập ngày 15 tháng 6 năm 1975 tại tọa độ 4°4′42″B 114°53′57″Đ / 4,07833°B 114,89917°Đ, Vườn quốc gia Gunung Mulu, gần sông Terekan (Sungai Terekan), Sarawak, hiện nay được lưu giữ tại E.

## Từ nguyên
Tính từ định danh gracilipes trong tiếng Latinh có nghĩa là chân/cuống thanh mảnh; ở đây là để nói tới cuống cụm hoa và trục cụm hoa rất thanh mảnh của loài này (theo mô tả của Schumann: inflorescentia.... petiolo et rhachi tenuibus gracillimis).

## Phân bố
Loài này được tìm thấy ở bang Sarawak, Malaysia, phần trên đảo Borneo. Môi trường sống là rừng thường xanh vùng đất thấp.

## Mô tả
Cây thảo sống lâu năm, cao 20–25 cm, thân rễ bò lan, thân 1 lá, các lá có cuống dài 5–8 cm, bẹ và lưỡi bẹ khó thấy, thuôn dài hoặc thuôn dài-gần hình trứng ngược; phiến lá dài 12–17 cm và rộng 4–7 cm, hai mặt nhẵn nhụi, chuyển thành màu ánh nâu khi khô. Cụm hoa hình chùy lỏng lẻo, dài 10 cm, với cuống cụm hoa và trục hoa rất mỏng và thanh mảnh; lá bắc 5, hình trứng-thẳng, dài 8 mm, gập nếp, nhẵn nhụi; bầu nhụy nhẵn nhụi.

## NhómAnomala
Nhóm Anomala được xác định là có cụm hoa lỏng lẻo, các lá bắc dạng màng sắp xếp xoắn ốc, các lá bắc con tương tự nhưng hầu hết là dài hơn lá bắc, lá bắc con thứ nhất có 2 gờ lưng rất mờ nhạt và khó thấy, hoa nhỏ dài ~2,5 cm, với cánh môi màu trắng dài ~1 cm, vỏ quả ngoài có u/bướu nhỏ. Nhóm Anomala bị giới hạn ở phía tây của đới khâu Đường Lupar chạy theo hướng đông đông nam qua Engkilili và Lubok Antu. Gồm bảy loài là S. anomala, S. gracilipes, S. iporii, S. lanjakensis, S. penyamar, S. salahuddiniana, S. scintillans.